# 캐논볼 (1976년 영화)
《캐논볼》은 데이비드 캐러딘이 출연하는 1976년의 영화이다. 이 영화는 같은 해에 개봉한 《폭소대질주》와 함께 수년 간 미국에서 실재로 개최된 불법적인 대륙 횡단 로드레이스를 근거로 한다. 동일한 소재는 후에 1981년의 《캐논볼》, 《캐논볼 2》, 《스피드 존》의 근거가 되었다. 영화는 폴 바텔이 각본을 쓰고 감독했는데, 그는 1975년 영화 《죽음의 경주》를 감독한 바 있다.
영화 제목과 줄거리는 수 차례미국을 가로질러 여행한 어윈 G. '캐넌볼' 베이커(1882~1960)와 전국의 시속 55마일(시속 88.5km) 최고 속도 제한에 대한 항의로 브록 예이츠가 시작한 불법 대륙 횡단 로드레이스 'Cannonball Baker Sea-To-Shining-Sea Memorial Trophy Dash'에 영감을 받았다.

## 줄거리
영화 '캐논볼'은 미국 대륙을 횡단하는 불법 자동차 경주를 소재로 한 코미디 영화다. 주인공 코이 "캐논볼" 벅맨은 과거 음주운전으로 사람을 죽여 감옥에 있었지만, 레이싱 드라이버로서 재기를 꿈꾸며 이 경주에 참가한다. 레이싱 팀은 코이와 그의 숙적 케이드 레드먼 중 우승자에게 계약을 제안한 상황. 코이는 가석방 중이라 경주 참가가 불법이지만, 그를 감시하는 동시에 연인 관계인 린다 맥스웰을 강제로 동행하게 된다.
경주에는 다양한 캐릭터들이 참여한다. 컨트리 가수와 매니저, 십 대 커플, 중년 남성, 웨이트리스 3인조, 거만한 독일인 드라이버, 부부의 차를 운반하는 흑인 청년, 그리고 코이의 절친까지, 각자의 사연을 안고 경주에 뛰어든다. 경주가 진행될수록 폭력적인 난투극으로 변질되고, 코이의 형 베니는 코이가 우승하도록 불법적인 수단을 동원한다. 경쟁자들은 하나둘씩 탈락하거나 사고를 당하고, 코이와 레드먼의 라이벌 의식은 격화되어 서로를 공격하기에 이른다.
레드먼은 난폭 운전 중 사고로 사망하고, 코이의 형 베니가 고용한 킬러는 코이의 차인 줄 알고 절친 지포를 죽인다. 코이의 여자친구 린다는 사고로 크게 다친다. 코이는 자신의 형이 벌인 짓임을 알고 분노하여 우승을 포기한다. 여러 사건 사고 끝에 우승은 원래 꼴등으로 달리던 십대 커플에게 돌아간다. 코이는 병원에서 린다와 재회하고, 엉망진창이 된 차를 부부에게 전달한 흑인 청년의 모습으로 영화는 마무리된다.

## 출연
- 데이비드 캐러딘 - 코이 "캐넌볼" 버크먼
- 빌 매키니 - 케이드 레드먼
- 베로니카 해멀 - 린다 맥스웰
- 게릿 그레이엄 - 퍼먼 워터스
- 로버트 캐러딘 - 짐 크랜들
- 벨린다 발라스키 - 메리앤
- 메리 우로노브 - 샌디 해리스
- 다이앤 리 하트 - 웬디
- 글린 루빈 - 지니
- 제임스 키치 - 볼프 메서
- 딕 밀러 - 베니 버크먼
- 폴 바텔 - 레스터 마크스
- 스탠리 베넷 클레이 - 뷰텔 모리스
- 주디 카노바 - 샤마 캐프리
- 아치 한 - 지포
- 칼 고틀리브 - 테리 맥밀런
- 데이비드 아킨 - 데니스 콜드웰
- 루이자 모리츠 - 루이자
- 패트릭 라이트 - 브래드 필립스
- 조 단테 - 키드
- 앨런 아커시 - 파나마
- 조너선 캐플런 - 주유소 직원
- 로저 코먼 - 검사
- 돈 심슨 - 검사보
- 마틴 스코세이지 - 갱단원 1
- 실베스터 스탤론 - 갱단원 2

## 기타
- 협력프로듀서: 피터 콘버그